# Ernst Fuchs (Mediziner, 1851)

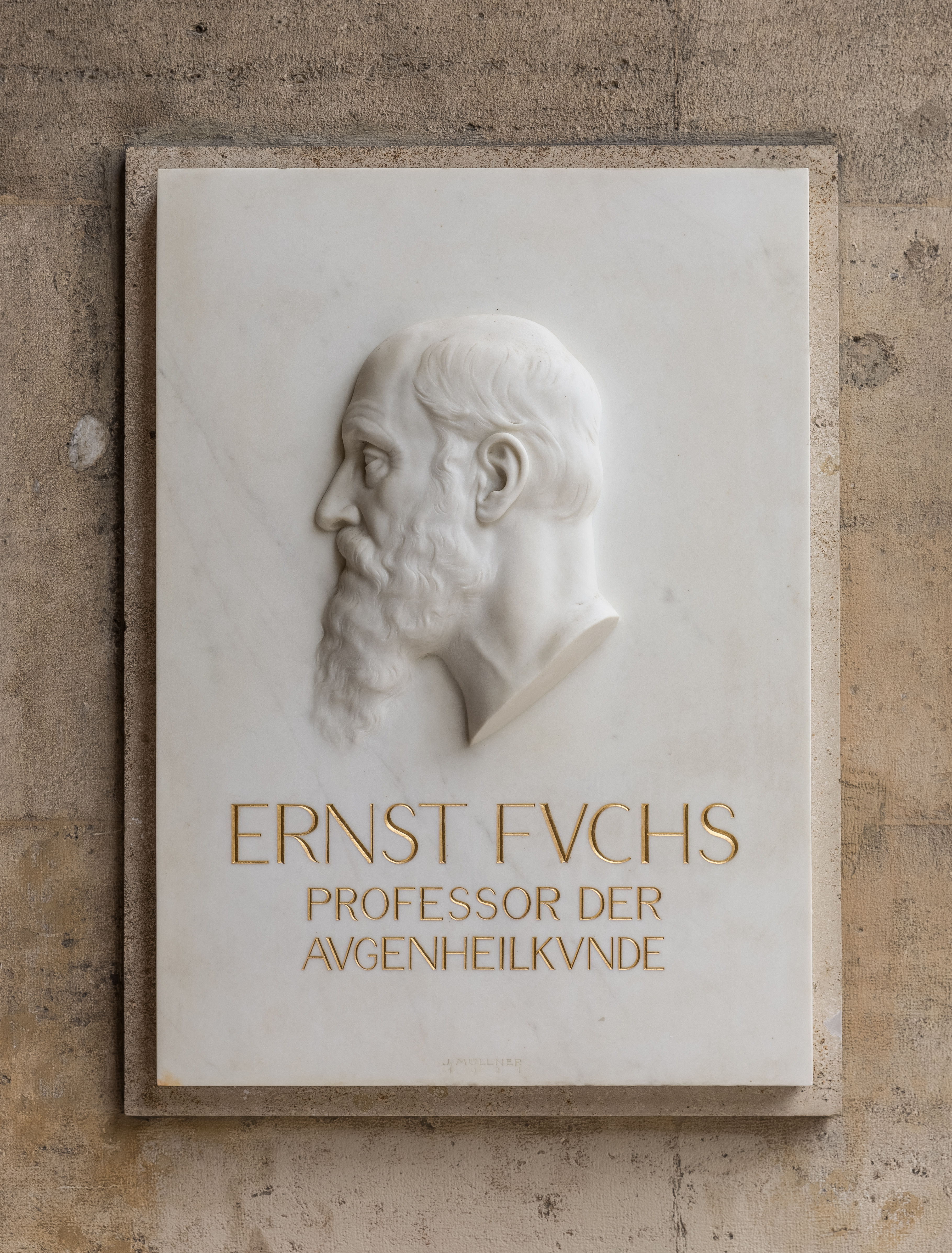
Gedenktafel im Arkadenhof der Universität Wien

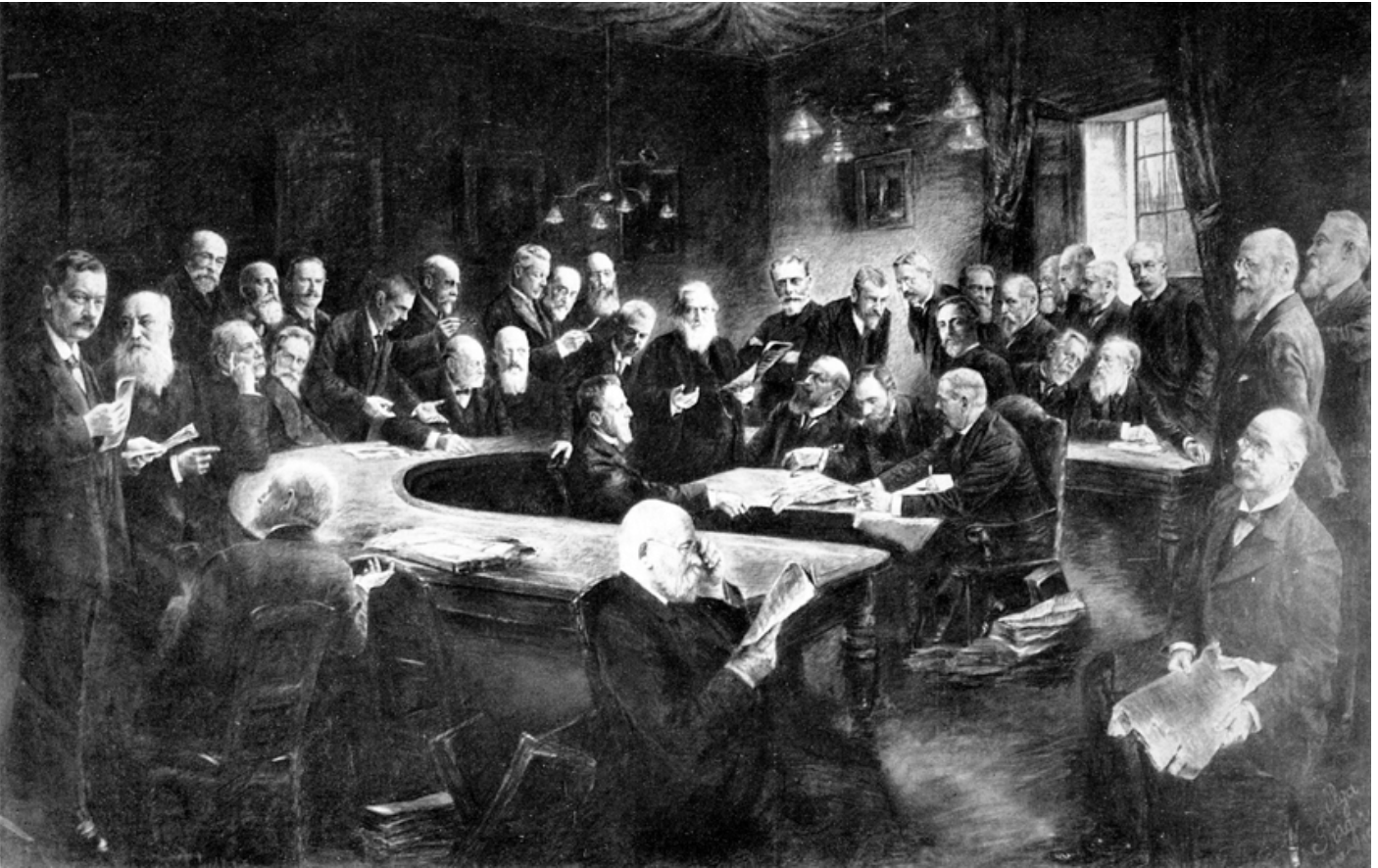
Das Professorenkollegium der medizinischen Universität Wien, Kreidezeichnung von Olga Prager, Wien 1908–1910. Im Dekanatszimmer der medizinischen Fakultät der Universität Wien. Edmund von Neusser, Siegmund Exner-Ewarten, Isidor Schnabel, Ferdinand Hochstetter, Alfons Edler von Rosthorn, Anton Weichselbaum, Leopold Schrötter von Kristelli, Heinrich Obersteiner, Julius Wagner-Jauregg, Viktor von Ebner-Rofenstein, Carl Toldt, Gustav Riehl, Ottokar von Chiari, Anton von Frisch, Ernst Fuchs, Anton Freiherr von Eiselberg, Hans Horst Meyer, Ernst Ludwig, Rudolf Chrobak, Theodor Escherich, Alexander Kolisko, Julius von Hochenegg, Arthur Schattenfroh, Carl von Noorden, Emil Zuckerkandl, Richard Paltauf, Gustav Gärtner, Leopold Oser, Josef Moeller, Alois Monti, Julius Mauthner, Viktor Urbantschitsch, August Leopold von Reuss, Adolf von Strümpell, Ernest Finger, Adolf Lorenz, Friedrich Schauta

Ernst Fuchs (* 14. Juni 1851 in Kritzendorf, Niederösterreich; † 21. November 1930 in Wien) war ein österreichischer Augenarzt. Er war der Sohn von Adalbert Nikolaus Fuchs.

## Leben
Ernst Fuchs war von 1881 bis 1885 Professor an der Universität Lüttich und anschließend bis 1915 Vorstand der Wiener Augenklinik. Er gilt als Begründer der pathologischen Anatomie des Auges und legte eine Sammlung mit Augenschnitten an. Außerdem begründete er die histologische Fundierung von Krankheitsbildern und entwickelte neue Operationsmethoden.
Im Jahr 1887 gründete er mit Heinrich von Bamberger die Wiener klinische Wochenschrift. 1889 erschien sein vorbildliches Lehrbuch der Augenheilkunde.
Sein Relief im Arkadenhof der Universität Wien stammt vom Bildhauer Josef Müllner. Nach ihm benannt ist die Fuchsgasse in Kritzendorf. 1886 wurde er als Mitglied in die Deutsche Akademie der Naturforscher Leopoldina aufgenommen, seit 1921 ist er Bürger ehrenhalber der Stadt Wien.
Ernst Fuchs wurde 1927 zum Ehrenmitglied der Gesellschaft der Ärzte in Wien.
Nach ihm benannt sind:
- Fuchs-Syndrom-I, Sonderform des Erythema exsudativum multiforme
- Fuchs-Syndrom II oder Fuchs-Endotheldystrophie
- Fuchs-Syndrom-III oder Fuchs Heterochrome Iridozyklitis
- Fuchs-Fleck

## Schriften
- Die Ursachen und die Verhütung der Blindheit. Gekrönte Preisschrift. Herausgegeben durch die Society for the Prevention of Blindness in London. Bergmann, Wiesbaden 1885, (Digitalisat).
- Lehrbuch der Augenheilkunde. Deuticke, Wien u. a. 1889, (Digitalisat; erschien in 18 Auflagen bis 1945, die letzten herausgegeben von Adalbert Fuchs).
- Wie ein Augenarzt die Welt sah. Selbstbiographie und Tagebuchblätter. Herausgegeben von Adalbert Fuchs. Urban & Schwarzenberg, Wien 1946.